# Fieseler Fi 167
Fieseler Fi 167 bio je njemački izviđački i torpedni bombarder dvokrilac dizajniran u 1930-im za tada nadolazeće nosače zrakoplova. 

## Razvoj
S početkom gradnje prvog nosača zrakoplova Graf Zeppelin u 1937. godini dva proizvođača zrakoplova, Fieseler i Arado, dobili su zahtjev za izradu prototipova torpednih bombardera za korištenje na nosačima. Do ljeta 1938. fieslerov dizajn pokazao se superiornijim u odnosu na aradov dizajn, Ar 195. 
Nakon dva prototipa (167 Fi V1 i 167 Fi V2) izrađeno je dvanaest pred-proizvodnih modela (Fi 167-0) sa samo neznatnim izmjenama. Avioni su nadmašivali sve postavljene zahtjeve, imali su odlične osobine i mogli su nositi oko dva puta više oružja od predviđenog. Kao tada poznati Fieseler Fi 156 Storch i Fi 167 je imao iznenađujuće osobine kako na malim tako i na velikim brzinama a na pokretni nosač aviona mogao je sletjeti gotovo okomito.  
Pri slijetanju na more u slučaju opasnosti Fi 167 mogao je odbaciti podvozje a njegov nepropusni prostor za uvlačenje držao je avion dovoljno dugo na površini kako bi se dvočlana posada mogla evakuirati.  

## Uporaba
Kako se kraj izrade nosača Graf Zeppelin nije očekivao do kraja 1940. i izgradnje Fi 167 imala je nizak prioritet. Kada je 1940. godine zaustavljena izgradnja nosača, završila je i izrada Fi 167. Sklopljeni avioni predani su na korištenje u Luftwaffe.
S nastavkom izrade Graf Zeppelina u 1942. godini ulogu izviđačkog i torpednog bombardera preuzeo je Ju 87C. Devet Fi 167 poslano je u Nizozemsku pomorsku obalnu eskadrilu gdje su bili do ljeta 1943. Nakon toga prodani su u rujnu 1944. u Hrvatsku gdje su njihove STOL osobine i nosivost, prilikom prijevoza streljiva i drugih zaliha za opskrbu hrvatskih vojnih garnizona, došle do izražaja.
Tijekom jedne takve misije kod Siska (10. listopada 1944.) Fi 167 Ratnog zrakoplovstva NDH bio je napadnut od strane pet P-51 Mustanga Mk III 213. eskadrile RAF-a. Posada Fieselera uspjela je oboriti jedan Mustang prije njihovog obaranja. Bio je to jedan od posljednjih oborenih dvokrilaca u ratu.
Preostali avioni korišteni su u "Deutsche Versuchsanstalt für Luftfahrt" (Njemački zrakoplovni eksperimentalni institut) u čehoslovačkom Budweisu za testiranje različitih konfiguracija podvozja. Velika površina krila i mala brzina slijetanja učinila je Fi 167 "predobrim" za ovaj zadatak. Kako bi se postiglo slijetanje s većim opterećenjem krila na dva testna zrakoplova skraćeni su vanjski dijelovi donjih krila sve do glavnog podvozja. 
Nažalost, nije sačuvan niti jedan avion.

## Korisnici
- Zrakoplovstvo NDH
- Treći Reich
- Rumunjska

## Tehničke karakteristike
Izvori podataka: 
Osnovne karakteristike
- posada: 2
- dužina: 11,4 m
- raspon krila: 13,5 m
- visina: 4,7 m

Letne karakteristike
- najveća brzina: 325 km/h
- ekonomska brzina: 250 km/h
- dolet: 1.500 km
- najveća visina leta: 8.200 m
- specifično opterećenje krila: 107 kg/m2
- motor: Daimler-Benz DB 601B